# 元湛
元 湛（げん たん、510年 - 544年）は、北魏・東魏の皇族。広陽文献王。字は士深。

## 経歴
広陽王元淵と王氏のあいだの子として生まれた。侍書として召され、羽林監に任じられた。孝荘帝の初年、広陽王の封を嗣いだ。左将軍・膠州刺史に任じられた。東魏の初年、冀州刺史に任じられたが、任地で収奪をおこなって統治を確立できなかった。入朝して侍中となり、行洛州事として出向した。537年（天平4年）10月、西魏の独孤信が洛州に迫ると、元湛は洛州の州城を捨てて逃亡した。後に司州牧を代行した。542年（興和4年）、太尉公となった。544年（武定2年）5月14日、死去した。享年は35。仮黄鉞・大司馬・尚書令の位を追贈された。諡は文献といった。

## 妻子

### 妻
- 王令媛（523年 - 542年、王翊（王粛の兄の王琛の子）の娘）

### 子
- 元法輪

## 伝記資料
- 『魏書』巻18 列伝第6
- 『北史』巻16 列伝第4
- 魏故仮黄鉞広陽文献王之銘（元湛墓誌）
- 魏故仮黄鉞広陽王妃銘（王令媛墓誌）